# Список глав Бразилии

Штандарт президента Бразилии

Список глав Бразилии включает лиц, являвшихся главами государства в Бразилии со времени создания в 1815 году Соединённого королевства Португалии, Бразилии и Алгарвеш (порт. Reino Unido de Portugal, Brasil e Algarves), объединившего под одной короной провозглашённое Королевство Бразилия (порт. Reino do Brasil), пережившее Пиренейские войны Королевство Португалия (порт. Reino de Portugal) и номинальное Королевство Алгарвеш вблизи и за морем в Африке (порт. Reino dos Algarves de aquém e de além-mar em África).
Согласно действующей конституции, вступившей в силу в 1988 году, главой государства, главой исполнительной власти и главнокомандующим Вооружёнными силами является Президент Федеративной Республики Бразилии (порт. Presidente da República Federativa do Brasil), официально также Президент республики (порт. Presidente da República), неофициально Президент Бразилии (порт. Presidente do Brasil), избираемый на четыре года с правом однократного переизбрания.

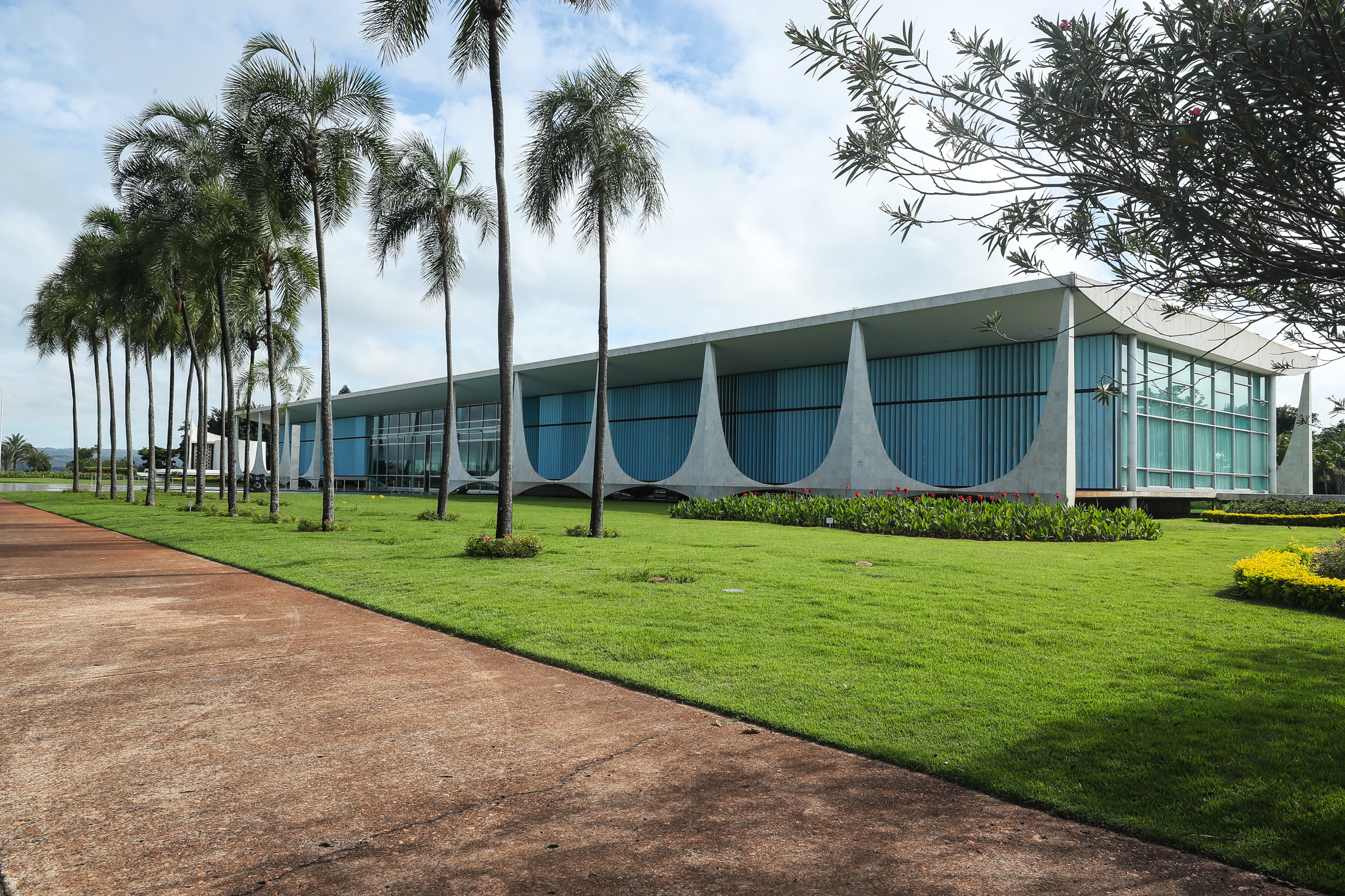
Дворец Алворада, Бразилиа

Резиденцией главы государства является построенный в 1958 году по проекту Оскара Нимейера в новой столице Бразилиа дворец Алворада (порт. Palácio da Alvorada — «Дворец Рассвета»).

## Характеристика списка
В списке представлен список руководителей бразильского государства, включая правивших монархов. В монархический период указаны династическая принадлежность персон и обладание ими иными титулами, если они не являлись сугубо номинальными (без территориальной принадлежности) или не были включены в другой титул. В республиканские периоды бразильской истории главой государства являлись президенты, включая назначаемых военным командованием, исполнявшие их полномочия вице-президенты и президенты палаты депутатов, главы временных правительств. В случае, когда персона получила повторные полномочия последовательно за первоначальными, раздельно отражается каждый такой срок (например, два последовательных срока полномочий Луиса Инасиу Лулы да Силвы в 2003—2011 годах). Также отражён различный характер полномочий глав государства (например, единый срок нахождения во главе государства Педру I в 1821—1831 годах разделён на периоды, когда он, первоначально, был принцем-регентом, а затем был провозглашён конституционным императором).
В столбце «Выборы» отражены состоявшиеся выборные процедуры либо иные основания для замещения поста главы государства. Использованная в первых столбцах таблиц республиканских периодов нумерация является условной. Также условным является использование в первых столбцах этих таблиц цветовой заливки, служащей для упрощения восприятия принадлежности лиц к различным политическим силам без необходимости обращения к столбцу, отражающему партийную принадлежность. Наряду с партийной принадлежностью, в столбце «Партия» также отражён внепартийный (независимый) статус персоналий или их принадлежность к вооружённым силам, когда они играли самостоятельную политическую роль. Для удобства список разделён на принятые в бразильской историографии периоды истории страны. Приведённые в преамбулах к каждому из разделов описания этих периодов призваны пояснить особенности политической жизни страны.
Имена персоналий на русском языке приведены в соответствии с правилами португальско-русской практической транскрипции, при этом последовательно использовался предложенный в ней вариант передачи «бразильской» фонетической нормы (при известном отсутствии консенсуса у специалистов по вопросу передачи португальских собственных имён), в том числе для лиц, происходящих из метрополии.

## Королевство Бразилия (1815—1822)
Королевство Бразилия (порт. Reino do Brasil) было провозглашено 16 декабря 1815 года как составная часть Соединённого королевства Португалии, Бразилии и Алгарвеш (порт. Reino Unido de Portugal, Brasil e Algarves) вместе с Королевством Португалии (порт. Reino de Portugal) и номинальным Королевством Алгарвеш вблизи и за морем в Африке (порт. Reino dos Algarves de aquém e de além-mar em África). Этому способствовал перевод португальского двора в Рио-де-Жанейро в 1807 году после начала Пиренейских войн под угрозой вторжения наполеоновских войск в Португалию (оккупация страны в 1807 и 1809 годах была кратковременной). Инициатором как перевода двора в колонию, так и придания ей статуса королевства, был наследный принц Жуан Мария ди Браганса, являвшийся с февраля 1792 года регентом страдающей душевной болезнью матери, вступившей на престол 24 февраля 1777 года королевы Марии I. При создании нового королевства был изменён как её титул, так и существовавший с 1645 года титул наследника португальского престола принца Бразильского (порт. Príncipe do Brasil), который был преобразован в титул королевского принца Соединённого королевства Португалии, Бразилии и Алгарвеш (порт. Príncipe Real do Reino Unido de Portugal, Brasil e Algarves). Взойдя 20 марта 1816 года на престол под именем Жуан VI, после произошедшей в августе—сентябре 1820 года португальской революции он принял решение о возвращении двора в Лиссабон. За четыре дня до своего отъезда указом от 22 апреля 1821 года монарх назначил принцем-регентом Королевства Бразилии своего наследника королевского принца Педру ди Алкантара, делегировав ему полномочия автономного управления («общего правительства и всей администрации») в этом королевстве. Ещё в Бразилии, узнав об открытии в Лиссабоне 24 января 1821 года Генеральных и внеочередных кортесов португальской нации (порт. Cortes Gerais e Extraordinárias da Nação Portuguesa), призванных по примеру испанских Кадисских кортесов дать конституционное основание правлению, Жуан VI дополнил 26 февраля 1821 года начальные слова своего титула «По милости Бога…» словами «…и по конституции монархии…». Сразу после возвращения король 4 июля 1821 года присягнул утверждённым 9 марта 1821 года кортесами «основам конституции» (порт. Bases da Constituição), а 23 сентября 1822 года утвердил окончательный текст португальской конституции, один из разделов которой был посвящён управлению Королевством Бразилии.

Флаг Соединённого королевства (1816—1822)

Одновременно опасения реставрации колониального статуса в Бразилии способствовали движению за её независимость. 30 сентября 1821 года лиссабонские кортесы одобрили декрет о ликвидации бразильских правительственных учреждений, передав их функции португальским, и лишили принца-регента гражданских полномочий (сохранив руководство армией), а вскоре потребовали его возвращения на родину, что он проигнорировал, заявив 9 января 1822 года:
Если это пойдёт на благо всей нации, то я готов! Скажите народу, что я остаюсь!
За ставшим знаменательной датой Днём Фику (порт. Dia do Fico от порт. (Eu) fico — «я остаюсь») последовал датированный 3 июня 1822 года указ о созыве в Рио-де-Жанейро Генеральной конституционной и законодательной ассамблеи (порт. Assembleia Geral Constituinte e Legislativa), однако её работа началась уже после обретения страной независимости. 7 сентября 1822 года в долине реки Ипиранги у Сан-Паулу принц-регент торжественно объявил о независимости Бразилии, 21 сентября 1822 года Государственный совет провозгласил его конституционным императором (подчеркнув основание власти монарха в волеизъявлении нации); 12 октября 1822 года он принял этот титул с тронным именем Педру I на церемонии инаугурации, состоявшейся на поле Сантана в Рио-де-Жанейро, 1 декабря 1822 года прошла коронация.
Курсивом на сером фоне показаны даты начала и окончания полномочий регентов.
| Портрет         | Имя (годы жизни) | Правление       | Правление | Династия                            | Особенности титула | Пр.                         |
| Портрет         | Имя (годы жизни) | Начало          | Окончание | Династия                            | Особенности титула | Пр.                         |
| --------------- | --- | --------------- | --- | ----------------------------------- | --- | --------------------------- |
|                 | Мария I (1734—1816) порт. Maria I | 16 декабря 1815 | 20 марта 1816 | дом Браганса порт. Casa de Bragança | королева Соединённого королевства Португалии, Бразилии и Алгарвеш порт. Rainha do Reino Unido de Portugal, Brasil e Algarves | [ 21 ] [ 22 ] [ 23 ] [ 24 ] |
|                 | Жуан VI (1767—1826) порт. João VI до вступления на престол — Жуан Мария ди Браганса, королевский принц порт. João Maria de Bragança, Príncipe Real | 16 декабря 1815 | 20 марта 1816 | дом Браганса порт. Casa de Bragança | принц-регент Королевства Бразилии порт. Príncipe Regente do Reino do Brasil                                                  | [ 25 ] [ 26 ] [ 27 ] [ 28 ] |
| 20 марта 1816   | Жуан VI (1767—1826) порт. João VI до вступления на престол — Жуан Мария ди Браганса, королевский принц порт. João Maria de Bragança, Príncipe Real | 7 сентября 1822 | король Соединённого королевства Португалии, Бразилии и Алгарвеш порт. Rei do Reino Unido de Portugal, e do Brasil, e Algarves | дом Браганса порт. Casa de Bragança | | [ 25 ] [ 26 ] [ 27 ] [ 28 ] |
|                 | Педру ди Алкантара ди Браганса, королевский принц порт. Pedro de Alcântara de Bragança, Príncipe Real                                              | 22 апреля 1821  | 7 сентября 1822 | дом Браганса порт. Casa de Bragança | принц-регент Королевства Бразилии порт. Príncipe Regente do Reino do Brasil                                                  | [ 29 ] [ 30 ] [ 31 ] [ 32 ] |
| 7 сентября 1822 | Педру ди Алкантара ди Браганса, королевский принц порт. Pedro de Alcântara de Bragança, Príncipe Real                                              | 12 октября 1822 | | дом Браганса порт. Casa de Bragança | принц-регент Королевства Бразилии порт. Príncipe Regente do Reino do Brasil                                                  | [ 29 ] [ 30 ] [ 31 ] [ 32 ] |

## Империя Бразилия (1822—1889)

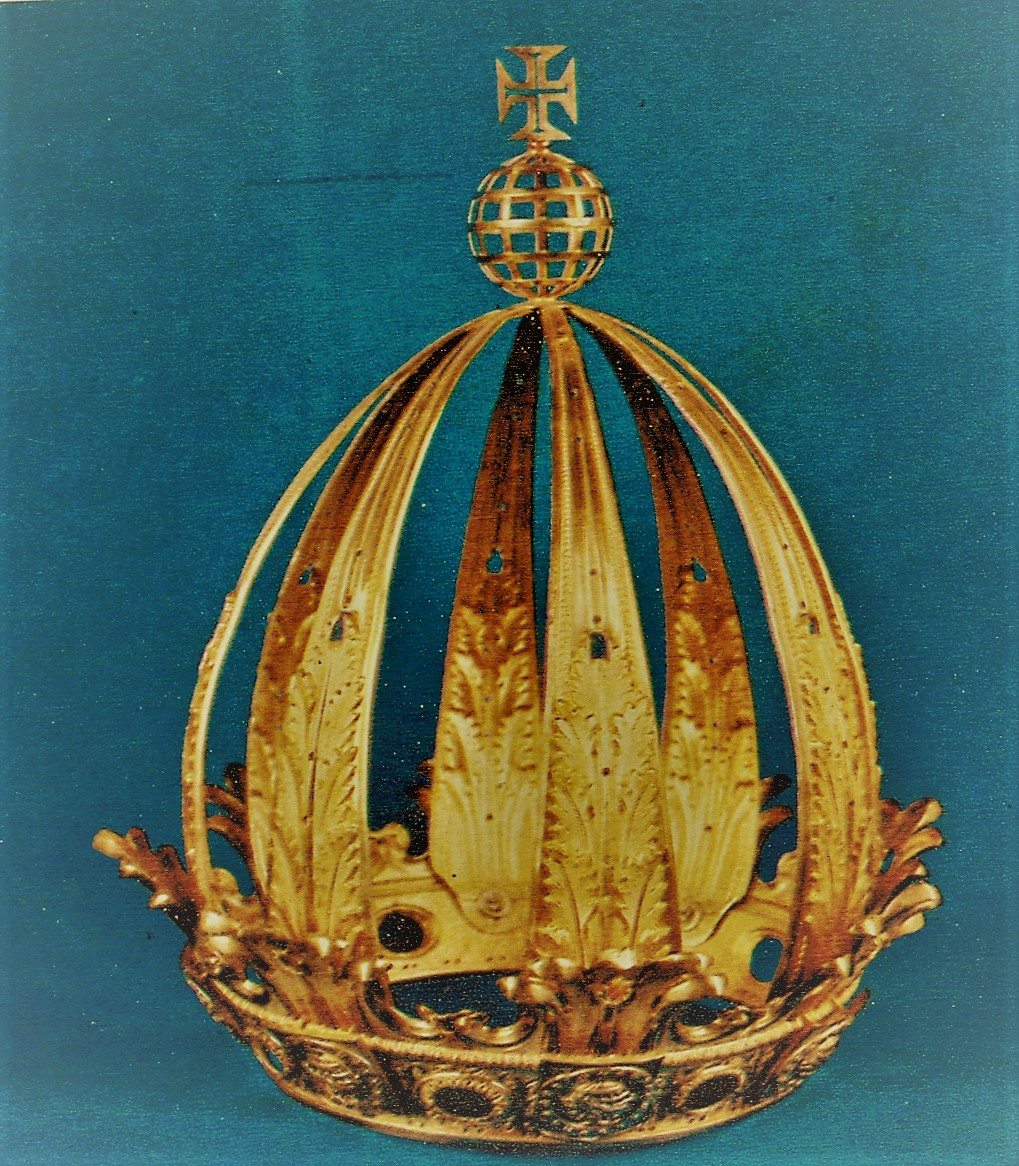
Корона Педру I

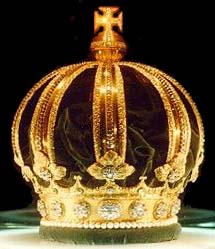
Корона Педру II

Флаг периода империи

После провозглашения 21 сентября 1822 года Государственным советом принца-регента Педру д'Алкантары ди Брагансы конституционным императором Бразилии (порт. Imperador Constitucional do Brasil) в его день рождения (12 октября) на поле Сантана в Рио-де-Жанейро была проведена гражданская церемония инаугурации, а 1 декабря 1822 года, в годовщину провозглашения в 1640 году королём Португалии основателя династии Браганса Жуана IV, принявший тронное имя Педру I император был коронован. После роспуска Жуаном VI Генеральных и внеочередных кортесов португальской нации и прекращения 3 июня 1823 года действия принятой ими годом ранее конституции (в чём он следовал целям начатого 27 мая 1823 года восстания инфанта Мигела, своего настроенного абсолютистски младшего сына) стало возможно признание независимости Бразилии со стороны Португалии: договор между ними был подписан в Рио-де-Жанейро 29 августа 1825 года и вошёл в силу 15 ноября 1825 года после обмена в Лиссабоне ратификационными документами. Договор отделил империю от европейского королевства, признал право Педру I и его потомков на самостоятельное правление и восстановил династическое единство, предоставив Жуану VI как его отцу личный императорский титул.
Созванная в Рио-де-Жанейро на основании датированного 3 июня 1822 года указа Генеральная конституционная и законодательная ассамблея (порт. Assembleia Geral Constituinte e Legislativa) собралась на первую сессию 3 мая 1823 года и представила конституционный проект на пленарном заседании 1 сентября 1822 года. Распустив 12 ноября 1823 года ассамблею, монарх передал проект в учреждённый на следующий день Государственный совет, который возглавил и куда привлёк известных юристов, являющихся уроженцами страны; доработанный ими вариант был направлен в городские советы как мера подготовки нового учредительного собрания, однако отзывы от них предлагали немедленное принятие документа; 24 марта 1824 года Педру I утвердил конституцию империи.
Взаимоотношения с Португалией вновь оказались в центре внимания в 1826 году: перед своей кончиной Жуан VI 6 марта 1826 года назначил Правительственный совет во главе с дочерью инфантой Изабелой Марией, который в день его смерти 10 марта 1826 года объявил старшего сына покойного королём Педру IV и направил в Бразилию уведомление, полученное императором 22 апреля. Поскольку договор 1825 года являлся помехой возможности занимать оба престола, тот спустя четыре дня подтвердил назначение Совета, придав ему форму регентства. Однако монарх воспользовался своими правами и издал 29 апреля 1826 года конституционную хартию, менее радикальную, чем отменённая конституция 1822 года, но восстанавливающую принципы либерализма. Следующим шагом стал условный отказ императора от португальской короны в пользу семилетней дочери Марии да Глории, — 2 мая 1826 года Регентскому совету было направлено соответствующее письмо без указания каких-либо обязывающих дат. Условиями отказа от трона были, во-первых, признание конституционной хартии Регентским советом и младшим братом императора Мигелом (проживавшим в изгнании в Вене после событий 30 апреля 1824 года, когда он арестовал министров и окружил стражей королевский дворец, однако сдался отцу, сумевшему укрыться на английском военном судне), во-вторых, заключение соглашения о браке между Марией да Глорией и Мигелом с регентством дяди над племянницей до достижения ею совершеннолетия. Регентский совет заявил о принятии и претворении в жизнь хартии 31 июля 1826 года, Мигел поклялся принять хартию 4 октября 1826 года после чего 26 октября в Вене по доверенности был заключён брачный союз. Прибыв 22 февраля 1828 года в Лиссабон, спустя четыре дня Мигел подтвердил клятвы и стал принцем-регентом, после чего император 3 марта 1828 года издал указ о передаче португальского престола дочери, ставшей королевой Марией II, и отправил её в Европу. Однако 30 июня 1828 года принц-регент объявил себя королём Мигелом I, получив поддержку собрания сословий, признавшего его таковым ретроспективно со дня смерти Жоана VI. Следующая к нему Мария II, изменив маршрут, прибыла 8 октября в Лондон, а 30 августа 1829 года вернулась в Бразилию. Император, получая известия о неустойчивости абсолютистского правления брата, ведущего войну с конституционалистами, отрёкся 7 апреля 1831 года от бразильского трона в пользу пятилетнего сына, ставшего императором Педру II, и возглавил борьбу за возвращение португальской короны дочери, опираясь на конституционалистов и силы союзных держав (в результате 26 мая 1834 года мигелианцы капитулировали, подписав «конвенцию Эворы Монте», по которой Мария II вернулась на трон, а её дядя навсегда покинул Пиринеи и королевство.
До 1840 года правление Педру II осуществлялось с участием избираемых парламентом регентов, что было установлено конституцией империи. Первоначально избиралось регентство в составе трёх членов, пока 12 августа 1834 года в конституцию не были внесены изменения, среди прочего установившие избрание единоличного регента на четырёхлетний срок. 23 июля 1840 года сессия Всеобщего собрания объявила императора совершеннолетним и прекратила полномочия регента, Педро II принес присягу как конституционный император и был коронован 18 июля 1841 года. В 1870—1880 годы он трижды выезжал в Европу и США, обнародуя перед поездками законы о назначении своей дочери Изабел императорской принцессой-регентом (порт. Princesa Imperial Regente), при этом именно Изабел, используя полномочия временного главы государства, санкционировала закон об освобождении из рабства детей, рождённых матерями-рабынями (28 сентября 1871 года), и «золотой закон» об отмене рабства (13 мая 1888 года). Однако в целом популярность монархии снижалась; 15 ноября 1889 года маршал Деодору да Фонсека совершил военный переворот, арестовав президента Совета министров Афонсу Селсу ди Фигейреду, виконта ди Ору-Прету и ряд членов его кабинета и провозгласил республику. Император подписал отречение на следующий день и сразу отплыл в Португалию.
Курсивом на сером фоне показаны даты начала и окончания полномочий регентов.
| Портрет        | Имя (годы жизни) | Правление        | Правление            | Династия                            | Особенности титула | Пр.                         |
| Портрет        | Имя (годы жизни) | Начало           | Окончание            | Династия                            | Особенности титула | Пр.                         |
| -------------- | --- | ---------------- | -------------------- | ----------------------------------- | --- | --------------------------- |
|                | Педру I (1798—1834) порт. Pedro I | 12 октября 1822  | 7 апреля 1831        | дом Браганса порт. Casa de Bragança | конституционный император Бразилии порт. Imperador Constitucional do Brasil король Португалии и Алвареш (1826—1828) порт. Rei de Portugal e dos Algarves | [ 29 ] [ 30 ] [ 31 ] [ 32 ] |
|                | Педру II (1825—1891) порт. Pedro II | 7 апреля 1831    | 16 ноября 1889       | дом Браганса порт. Casa de Bragança | конституционный император Бразилии порт. Imperador Constitucional do Brasil                                                                              | [ 49 ] [ 50 ] [ 51 ] [ 52 ] |
|                | временное регентство в составе: Николау Перейра ди Кампус Вергейру (президент) (1778—1859) порт. Nicolau Pereira de Campos Vergueiro Жозе Жоаким Карнейру ди Кампуш, маркиз ди Каравелас (1768—1836) порт. José Joaquim Carneiro de Campos, marquês de Caravelas Франсиску ди Лима и Силва (1785—1853) порт. Francisco de Lima e Silva | 7 апреля 1831    | 18 июня 1831         | отсутствует                         | временное регентство порт. Regência Provisória | [ 53 ]                      |
|                | постоянное регентство в составе: Франсиску ди Лима и Силва (1785—1853) порт. Francisco de Lima e Silva Жозе да Коста Карвалью (1796—1860) порт. José da Costa Carvalho Жуан Браулиу Мунис (1796—1835) порт. João Bráulio Muniz | 18 июня 1831     | 12 октября 1835      | отсутствует                         | постоянное регентство порт. Regência Permanente | [ 54 ]                      |
|                | прелат Диогу Антониу Фейжо (1784—1843) порт. Diogo Antônio Feijó | 12 октября 1835  | 19 сентября 1837     | отсутствует                         | регент порт. Regente | [ 55 ] [ 56 ]               |
|                | Педру ди Араужу Лима (1793—1870) порт. Pedro de Araújo Lima | 19 сентября 1837 | 7 октября 1838       | отсутствует                         | исполняющий обязанности регента порт. Regente Interino                                                                                                   | [ 57 ] [ 58 ]               |
| 7 октября 1838 | Педру ди Араужу Лима (1793—1870) порт. Pedro de Araújo Lima | 23 июля 1840     | регент порт. Regente | отсутствует                         | | [ 57 ] [ 58 ]               |
|                | императорская принцесса Изабел ди Браганса, графиня д’Э (1846—1924) порт. Isabel de Bragança, condessa d'Eu | 25 мая 1871      | 30 марта 1872        | дом Браганса порт. Casa de Bragança | императорская принцесса-регент порт. Princesa Imperial Regente                                                                                           | [ 46 ] [ 59 ]               |
| 26 марта 1876  | императорская принцесса Изабел ди Браганса, графиня д’Э (1846—1924) порт. Isabel de Bragança, condessa d'Eu | 26 сентября 1877 |                      | дом Браганса порт. Casa de Bragança | императорская принцесса-регент порт. Princesa Imperial Regente                                                                                           | [ 46 ] [ 59 ]               |
| 30 июня 1887   | императорская принцесса Изабел ди Браганса, графиня д’Э (1846—1924) порт. Isabel de Bragança, condessa d'Eu | 22 августа 1888  |                      | дом Браганса порт. Casa de Bragança | императорская принцесса-регент порт. Princesa Imperial Regente                                                                                           | [ 46 ] [ 59 ]               |

## Первая республика (1889—1930)

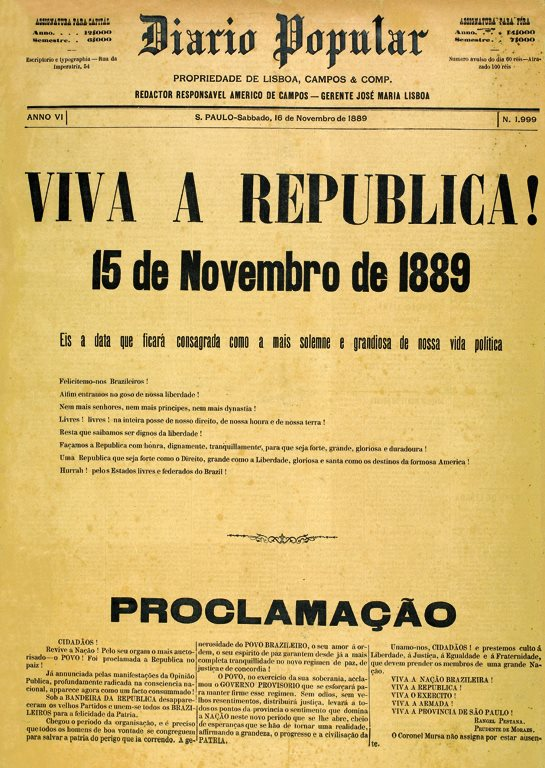
Обложка Diário Popular

Первая Бразильская республика была установлена 15 ноября 1889 года в результате военно-политического переворота, организованного маршалом Деодору да Фонсекой, провозгласившим Республику Соединённых Штатов Бразилии (порт. República dos Estados Unidos do Brasil) на поле Сантана в Рио-де-Жанейро (где в 1822 году прошла инаугурация первого императора) и ставшим главой временного правительства. Начавшаяся сразу разработка республиканской конституции завершилась её утверждением 24 февраля 1891 года. На прошедших на следующий день в Национальном конгрессе президентских выборах Фонсека победил как независимый кандидат, однако в том же году был вынужден подать в отставку и передать полномочия вице-президенту Флориану Пейшоту.
В целом в бразильской политике в этот период доминировала олигархия крупнейших и богатейших штатов Сан-Паулу (центр производства кофе) и Минас-Жерайс (центр молочной промышленности); чередование на посту президента губернаторов этих штатов получило название «политики кофе с молоком» (порт. Política do café com leite). Особенностью избирательной системы Первой республики являлось проведение раздельных выборов президента и вице-президента (с возможностью выдвинуть свою кандидатуру на оба поста одновременно). Очередные выборы проходили 1 марта, срок четырёхлетних полномочий начинался 15 ноября; если вице-президент в установленных конституцией случаях замещал главу государства до середины электорального цикла, для завершения президентских полномочий проводились внеочередные выборы, — так в связи со смертью от испанского гриппа до вступления в должность избранного в 1918 году президентом Франсиску Родригиса Алвиса принявший его полномочия Делфин Морейра организовал досрочные выборы 13 апреля 1919 года и остался вице-президентом с победившим на них Эпитасиу Песоа. Период Первой республики был завершён в результате революции, совершённой сторонниками Жетулио Варгаса, не согласившемуся с поражением на выборах 1930 года.
Курсивом на сером фоне показаны даты начала и окончания полномочий лиц, временно замещавших действующего главу государства.
|          | Портрет         | Имя (годы жизни)                                                                                      | Полномочия     | Полномочия      | Партия                                | Выборы | Должность | Пр.                     |
| Начало   | Портрет         | Имя (годы жизни)                                                                                      | Окончание      |                 | Партия                                | Выборы | Должность | Пр.                     |
| -------- | --------------- | --- | -------------- | --------------- | ------------------------------------- | --- | --- | ----------------------- |
| 1 (I—II) |                 | генералиссимус и адмиралиссимус Мануэл Деодору да Фонсека (1827—1892) порт. Manuel Deodoro da Fonseca | 15 ноября 1889 | 26 февраля 1891 | армия                                 | [ комм. 27 ]                                                                                                | глава временного правительства Республики Соединённых Штатов Бразилии порт. Chefe do Governo Provisório da República dos Estados Unidos do Brasil | [ 67 ] [ 68 ] [ 69 ]    |
|          | 26 февраля 1891 | генералиссимус и адмиралиссимус Мануэл Деодору да Фонсека (1827—1892) порт. Manuel Deodoro da Fonseca | 23 ноября 1891 | независимый     | 1891                                  | президент Республики Соединённых Штатов Бразилии порт. Presidente da República dos Estados Unidos do Brasil | | [ 67 ] [ 68 ] [ 69 ]    |
| и. о.    |                 | Флориану Виейра ди Араужу Пейшоту (1839—1895) порт. Floriano Vieira de Araújo Peixoto                 | 23 ноября 1891 | независимый     | 15 ноября 1894                        | [ комм. 29 ]                                                                                                | вице-президент Республики Соединённых Штатов Бразилии порт. Vice-Presidente da República dos Estados Unidos do Brasil                             | [ 70 ] [ 71 ] [ 72 ]    |
| 2        |                 | Пруденти Жозе ди Морайс Баррус (1841—1902) порт. Prudente José de Moraes Barros                       | 15 ноября 1894 | 15 ноября 1898  | Федеральная республиканская партия    | 1894 | президент Республики Соединённых Штатов Бразилии порт. Presidente da República dos Estados Unidos do Brasil                                       | [ 73 ] [ 74 ] [ 75 ]    |
| и. о.    |                 | Мануэл Виторину Перейра (1853—1902) порт. Manuel Vitorino Pereira                                     | 10 ноября 1896 | 4 апреля 1897   | Федеральная республиканская партия    | [ комм. 30 ]                                                                                                | вице-президент Республики Соединённых Штатов Бразилии порт. Vice-Presidente da República dos Estados Unidos do Brasil                             | [ 76 ] [ 77 ]           |
| 3        |                 | Мануэл Феррас ди Кампус Салис (1841—1913) порт. Manuel Ferraz de Campos Sales                         | 15 ноября 1898 | 15 ноября 1902  | Паулистская республиканская партия    | 1898 | президент Республики Соединённых Штатов Бразилии порт. Presidente da República dos Estados Unidos do Brasil                                       | [ 78 ] [ 79 ] [ 80 ]    |
| 4        |                 | Франсиску ди Паула Родригис Алвис (1848—1919) порт. Francisco de Paula Rodrigues Alves                | 15 ноября 1902 | 15 ноября 1906  | Паулистская республиканская партия    | 1902 | президент Республики Соединённых Штатов Бразилии порт. Presidente da República dos Estados Unidos do Brasil                                       | [ 64 ] [ 81 ] [ 82 ]    |
| 5        |                 | Афонсу Аугусту Морейра Пена (1847—1909) порт. Afonso Augusto Moreira Pena                             | 15 ноября 1906 | 14 июня 1909    | Минасская республиканская партия      | 1906 | президент Республики Соединённых Штатов Бразилии порт. Presidente da República dos Estados Unidos do Brasil                                       | [ 83 ] [ 84 ] [ 85 ]    |
| и. о.    |                 | Нилу Прокопиу Песанья (1867—1924) порт. Nilo Procópio Peçanha                                         | 14 июня 1909   | 15 ноября 1910  | Федеральная республиканская партия    | [ комм. 34 ]                                                                                                | вице-президент Республики Соединённых Штатов Бразилии порт. Vice-Presidente da República dos Estados Unidos do Brasil                             | [ 86 ] [ 87 ] [ 88 ]    |
| 6        |                 | Эрмис Родригис да Фонсека (1855—1923) порт. Hermes Rodrigues da Fonseca                               | 15 ноября 1910 | 15 ноября 1914  | Консервативная республиканская партия | 1910 | президент Республики Соединённых Штатов Бразилии порт. Presidente da República dos Estados Unidos do Brasil                                       | [ 89 ] [ 90 ] [ 91 ]    |
| 7        |                 | Венсеслау Брас Перейра Гомис (1868—1966) порт. Venceslau Brás Pereira Gomes                           | 15 ноября 1914 | 15 ноября 1918  | Минасская республиканская партия      | 1914 | президент Республики Соединённых Штатов Бразилии порт. Presidente da República dos Estados Unidos do Brasil                                       | [ 92 ] [ 93 ] [ 94 ]    |
| и. о.    |                 | Делфин Морейра да Коста Рибейру (1868—1920) порт. Delfim Moreira da Costa Ribeiro                     | 15 ноября 1918 | 28 июля 1919    | Минасская республиканская партия      | [ комм. 36 ]                                                                                                | вице-президент Республики Соединённых Штатов Бразилии порт. Vice-Presidente da República dos Estados Unidos do Brasil                             | [ 95 ] [ 96 ] [ 97 ]    |
| 8        |                 | Эпитасиу Линдолфу да Силва Песоа (1865—1942) порт. Epitácio Lindolfo da Silva Pessoa                  | 28 июля 1919   | 15 ноября 1922  | Минасская республиканская партия      | 1919 | президент Республики Соединённых Штатов Бразилии порт. Presidente da República dos Estados Unidos do Brasil                                       | [ 98 ] [ 99 ] [ 100 ]   |
| 9        |                 | Артур да Силва Бернардис (1875—1955) порт. Artur da Silva Bernardes                                   | 15 ноября 1922 | 15 ноября 1926  | Минасская республиканская партия      | 1922 | президент Республики Соединённых Штатов Бразилии порт. Presidente da República dos Estados Unidos do Brasil                                       | [ 101 ] [ 102 ] [ 103 ] |
| 10       |                 | Вашингтон Луис Перейра ди Соза (1869—1957) порт. Washington Luís Pereira de Sousa                     | 15 ноября 1926 | 24 октября 1930 | Паулистская республиканская партия    | 1926 | президент Республики Соединённых Штатов Бразилии порт. Presidente da República dos Estados Unidos do Brasil                                       | [ 104 ] [ 105 ] [ 106 ] |

## Эпоха Варгаса (1930—1946)

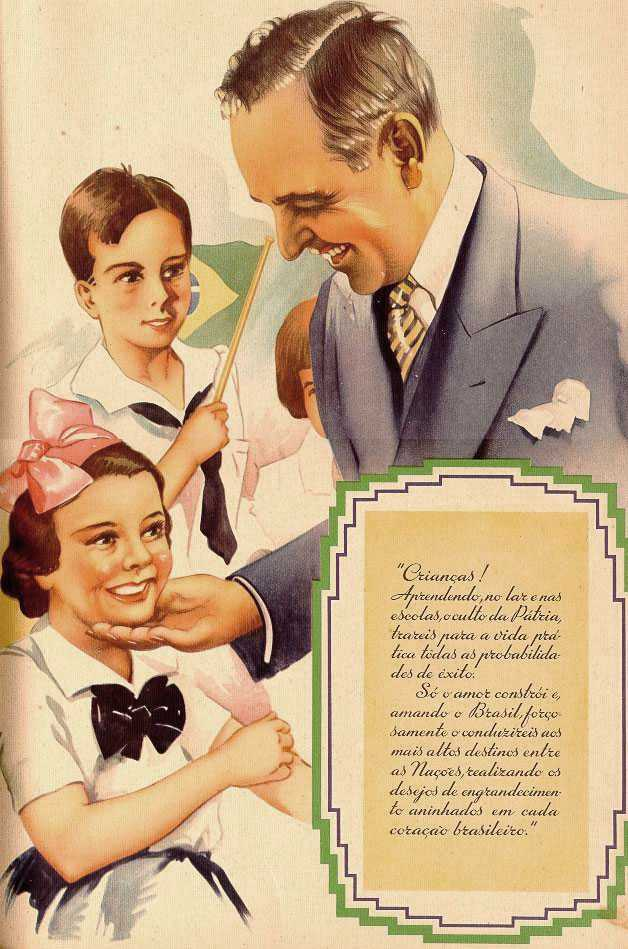
Ж. Варгас на плакате, пропагандирующем Новое государство

Результаты выборов 1930 года были оспорены проигравшим их Жетулио Варгасом, обвинившим президента Вашингтона Луиса в фальсификации результата в пользу победившего Жулиу Престиса ди Албукерки. 3 октября 1930 года сразу в восьми штатах были свергнуты лояльные правительству губернаторы, на следующий день ещё в трёх штатах было введено военное положение. Спустя неделю Варгас и его сподвижники выехали в являвшимся столицей Рио-де-Жанейро, после чего были перекрыты дороги и произошли ряд столкновения между правительственными и революционными силами. 23 октября 1930 года восстал столичный гарнизон, вынудив президента Луиса покинуть пост; на следующий день контр-адмирал Исайас ди Норонья и генералы Тасу Фрагозу и Мена Баррету создали военную правительственную хунту, взявшую на себя управление страной до прибытия 3 ноября 1930 года в столицу повстанцев во главе с «верховным вождём революции» Варгасом, принявшим полномочия временного президента. Эти события вошли в историю как революция 1930 года, а последовавший пятнадцатилетний период — как Эра Варгаса. В июле—октябре 1932 года в штате Сан-Пауло произошло восстание с целью восстановления конституционного правления; оно было подавлено, но впоследствии Варгас удовлетворил большинство требований, в том числе была избрана 3 мая 1933 года Конституционная национальная ассамблея (порт. Assembleia Nacional Constituinte), обнародовавшая 16 июля 1934 года новую конституцию, на основании переходных положений которой ассамблея избрала Варгаса президентом республики (инаугурация состоялась 20 июля 1934 года).
Включённые в конституцию невыполнимые социальные обязательства государства и либеральные нормы, которые правительство считало препятствующими его борьбе с подрывной деятельностью, стали основанием для принятия через год закона о приостановке её действия; 10 ноября 1937 года Варгас утвердил конституцию, сконцентрировавшую исполнительную и законодательную власть в руках президента; предполагавшийся плебисцит по одобрению его действий так и не был проведён, фактически Варгас совершил государственный переворот, установивший режим «Нового государства», отличавшийся национализмом, антикоммунизмом и авторитаризмом.
Несмотря на близкую к итальянскому фашизму идеологию «Нового государства», во Второй мировой войне страна выступила на стороне союзников; антифашистские настроения вынудили объявить «новую послевоенную эру свободы» с амнистией для политических заключённых, восстановить выборность президента и легализовать оппозиционные партии. Сам Варгас стал почётным председателем созданной 15 мая 1945 года Бразильской трабальистской партии, связанной с профсоюзами. Начавшаяся либерализация привела к новому государственному перевороту: 30 октября 1945 года наиболее правые члены правительства отстранили президента, передав этот пост возглавляющему Федеральный Верховный суд Жозе Линьярису, который несмотря на их противодействие, провёл демократические президентские и парламентские выборы в запланированную Варгасом дату 2 декабря 1945 года и обеспечил вступление на пост победившего социал-демократу Эурику Гаспару Дутре.
|           | Портрет      | Имя (годы жизни)                                                                             | Полномочия      | Полномочия     | Партия      | Выборы | Должность | Пр.                     |
| Начало    | Портрет      | Имя (годы жизни)                                                                             | Окончание       |                | Партия      | Выборы | Должность | Пр.                     |
| --------- | ------------ | -------------------------------------------------------------------------------------------- | --------------- | -------------- | ----------- | --- | --- | ----------------------- |
| —         |              | генерал армии Аугусту Тасу Фрагозу (президент хунты) (1869—1945) порт. Augusto Tasso Fragoso | 24 октября 1930 | 3 ноября 1930  | армия       | [ комм. 39 ]                                                                                                | члены правительственной хунты порт. Membros da Junta Governativa                                                                               | [ 114 ] [ 115 ] [ 116 ] |
| —         |              | контр-адмирал Жозе Изайас ди Норонья (1874—1963) порт. José Isaías de Noronha                | 24 октября 1930 | 3 ноября 1930  | армия       | [ комм. 39 ]                                                                                                | члены правительственной хунты порт. Membros da Junta Governativa                                                                               | [ 114 ] [ 117 ] [ 118 ] |
| —         |              | бригадный генерал Жуан ди Деус Мена Баррету (1874—1933) порт. João de Deus Mena Barreto      | 24 октября 1930 | 3 ноября 1930  | армия       | [ комм. 39 ]                                                                                                | члены правительственной хунты порт. Membros da Junta Governativa                                                                               | [ 114 ] [ 119 ] [ 120 ] |
| 11 (I—II) |              | Жетулиу Дорнелис Варгас (1882—1954) порт. Getúlio Dornelles Vargas                           | 3 ноября 1930   | 20 июля 1934   | независимый | [ комм. 41 ]                                                                                                | глава Временного правительства Республики Соединённых Штатов Бразилии порт. Chefe do Governo Provisório República dos Estados Unidos do Brasil | [ 121 ] [ 122 ] [ 123 ] |
| 11 (I—II) | 20 июля 1934 | Жетулиу Дорнелис Варгас (1882—1954) порт. Getúlio Dornelles Vargas                           | 30 октября 1945 | 1934           | независимый | президент Республики Соединённых Штатов Бразилии порт. Presidente da República dos Estados Unidos do Brasil | | [ 121 ] [ 122 ] [ 123 ] |
| 12        |              | Жозе Линьярис (1886—1957) порт. José Linhares                                                | 30 октября 1945 | 31 января 1946 | независимый | президент Республики Соединённых Штатов Бразилии порт. Presidente da República dos Estados Unidos do Brasil | [ комм. 42 ] | [ 124 ] [ 125 ] [ 126 ] |

## Эра популизма (1946—1964)

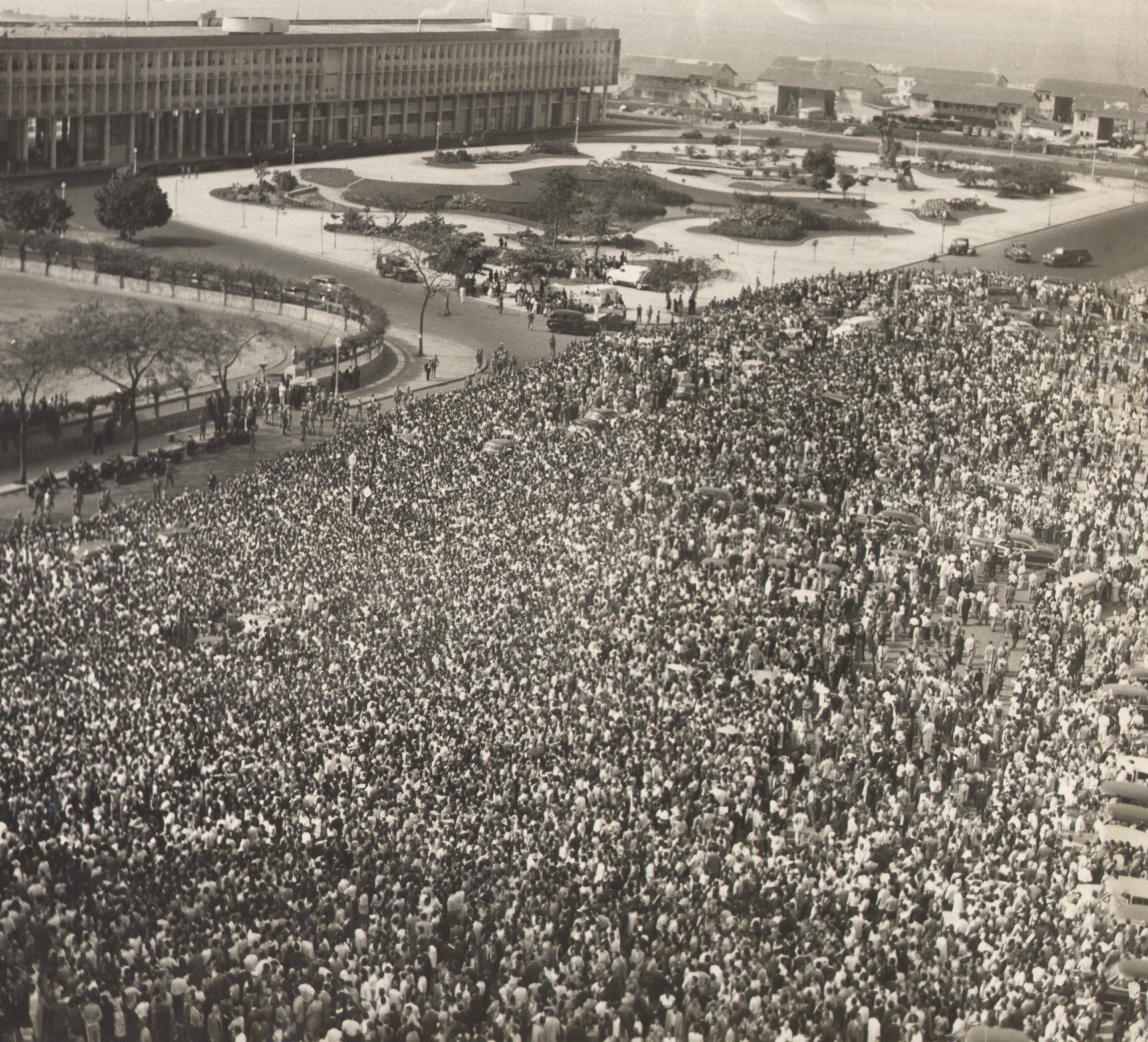
Прощание с телом Жетулиу Варгаса в Рио-де-Жанейро (1954)

Период действия принятой в 1946 году конституции получил название «эры популизма» (порт. A Era do Populismo), когда политики апеллировали к широким массам, обещая скорое и лёгкое решение социальных проблем.
Избранный на запланированных свернутым Жетулиу Варгасом выборах Эурику Гаспар Дутра, баллотировавшийся от Социал-демократической партии, принёс присягу 31 января 1946 года. Новая конституция, принятая 18 сентября 1946 года созванной им Конституционной ассамблеей, восстанавливала демократические и социальные положения недолговечной конституции 1934 года. На выборах 1950 года победил выдвинутый основанной им Бразильской трабальистской партией Варгас. Столкнувшись с ультиматумом военного командования о своей отставке с поста, он застрелился 24 августа 1954 года, высказав в предсмертной записке убеждённость в правильности своей политики и желание смертью привлечь внимание к национальным проблемам. Согласно новой конституции вице-президент Жуан Кафе Филью был приведён к президентской присяге; 8 ноября 1955 года он заявил о необходимости пройти курс лечения, до завершения каденции 31 января 1956 года его замещали руководители парламента.
Новый политический кризис произошёл в 1961 году, когда левый внешнеполитический курс Жаниу Куадруса (установившего дипломатические отношения со странами социализма, поддержавшего кубинскую революцию, предоставившего убежища участникам захвата лайнера «Санта-Мария», борющихся с португальским режимом Антонио Салазара) привёл к его отставке 25 августа 1961 года под угрозой переворота, озвученной в эфире национального телевидения. Находившийся с визитом в Китайской Народной Республике вице-президент Жуан Голарт был приведён к присяге 7 сентября 1961 года (до его возвращения обязанности исполнял президент Палаты представителей Паскуал Раньери Мазили). Голарт был свергнут и бежал из столицы в результате военного переворота, произошедшего 31 марта — 1 апреля 1964 года, и вскоре эмигрировал. После переворота до 15 апреля обязанности главы государства вновь исполнял Мазили.
Курсивом на сером фоне показаны даты начала и окончания полномочий лиц, временно замещавших действующего главу государства.
|          | Портрет | Имя (годы жизни)                                                                    | Полномочия      | Полномочия      | Партия                             | Выборы       | Должность | Пр.                     |
| Начало   | Портрет | Имя (годы жизни)                                                                    | Окончание       |                 | Партия                             | Выборы       | Должность | Пр.                     |
| -------- | ------- | ----------------------------------------------------------------------------------- | --------------- | --------------- | ---------------------------------- | ------------ | --- | ----------------------- |
| 13       |         | Эурику Гаспар Дутра (1883—1974) порт. Eurico Gaspar Dutra                           | 31 января 1946  | 31 января 1951  | Социал-демократическая партия      | 1945         | президент Республики Соединённых Штатов Бразилии порт. Presidente da República dos Estados Unidos do Brasil                                                                             | [ 132 ] [ 133 ] [ 134 ] |
| 11 (III) |         | Жетулиу Дорнелис Варгас (1882—1954) порт. Getúlio Dornelles Vargas                  | 31 января 1951  | 24 августа 1954 | Бразильская трабальистская партия  | 1950         | президент Республики Соединённых Штатов Бразилии порт. Presidente da República dos Estados Unidos do Brasil                                                                             | [ 121 ] [ 122 ] [ 123 ] |
| 14       |         | Жуан Фернандис Кампус Кафе Филью (1899—1970) порт. João Fernandes Campos Café Filho | 24 августа 1954 | 31 января 1956  | Прогрессивная социальная партия    | [ комм. 44 ] | президент Республики Соединённых Штатов Бразилии порт. Presidente da República dos Estados Unidos do Brasil                                                                             | [ 135 ] [ 136 ] [ 137 ] |
| и. о.    |         | Карлус Коимбра да Лус (1894—1961) порт. Carlos Coimbra da Luz                       | 8 ноября 1955   | 11 ноября 1955  | Социал-демократическая партия      | [ комм. 46 ] | президент Палаты депутатов Бразилии порт. Presidente da Câmara dos Deputados do Brasil                                                                                                  | [ 138 ] [ 139 ]         |
| и. о.    |         | Нереу ди Оливейра Рамус (1888—1958) порт. Nereu de Oliveira Ramos                   | 11 ноября 1955  | 31 января 1956  | Социал-демократическая партия      | [ комм. 46 ] | вице-президент Федерального сената Бразилии порт. Vice-Presidente do Senado Federal do Brasil                                                                                           | [ 130 ] [ 140 ]         |
| 15       |         | Жуселину Кубичек ди Оливейра (1902—1976) порт. Juscelino Kubitschek de Oliveira     | 31 января 1956  | 31 января 1961  | Социал-демократическая партия      | 1955         | президент Республики Соединённых Штатов Бразилии порт. Presidente da República dos Estados Unidos do Brasil                                                                             | [ 141 ] [ 142 ] [ 143 ] |
| 16       |         | Жаниу да Силва Куадрус (1917—1992) порт. Jânio da Silva Quadros                     | 31 января 1961  | 25 августа 1961 | Национальная трабальистская партия | 1960         | президент Республики Соединённых Штатов Бразилии порт. Presidente da República dos Estados Unidos do Brasil                                                                             | [ 144 ] [ 145 ] [ 146 ] |
| и. о.    |         | Паскуал Раньери Мазили (1910—1975) порт. Pascoal Ranieri Mazzilli                   | 25 августа 1961 | 7 сентября 1961 | Социал-демократическая партия      | [ комм. 47 ] | президент Палаты депутатов Бразилии, исполняющий обязанности президента республики порт. Presidente da Câmara dos Deputados do Brasil, no exercício do cargo de Presidente da República | [ 147 ] [ 148 ] [ 149 ] |
| 17       |         | Жуан Белшиор Маркис Голарт (1918—1976) порт. João Belchior Marques Goulart          | 7 сентября 1961 | 2 апреля 1964   | Бразильская трабальистская партия  | [ комм. 49 ] | президент Республики Соединённых Штатов Бразилии порт. Presidente da República dos Estados Unidos do Brasil                                                                             | [ 150 ] [ 151 ] [ 152 ] |

## Военная диктатура (1964—1985)

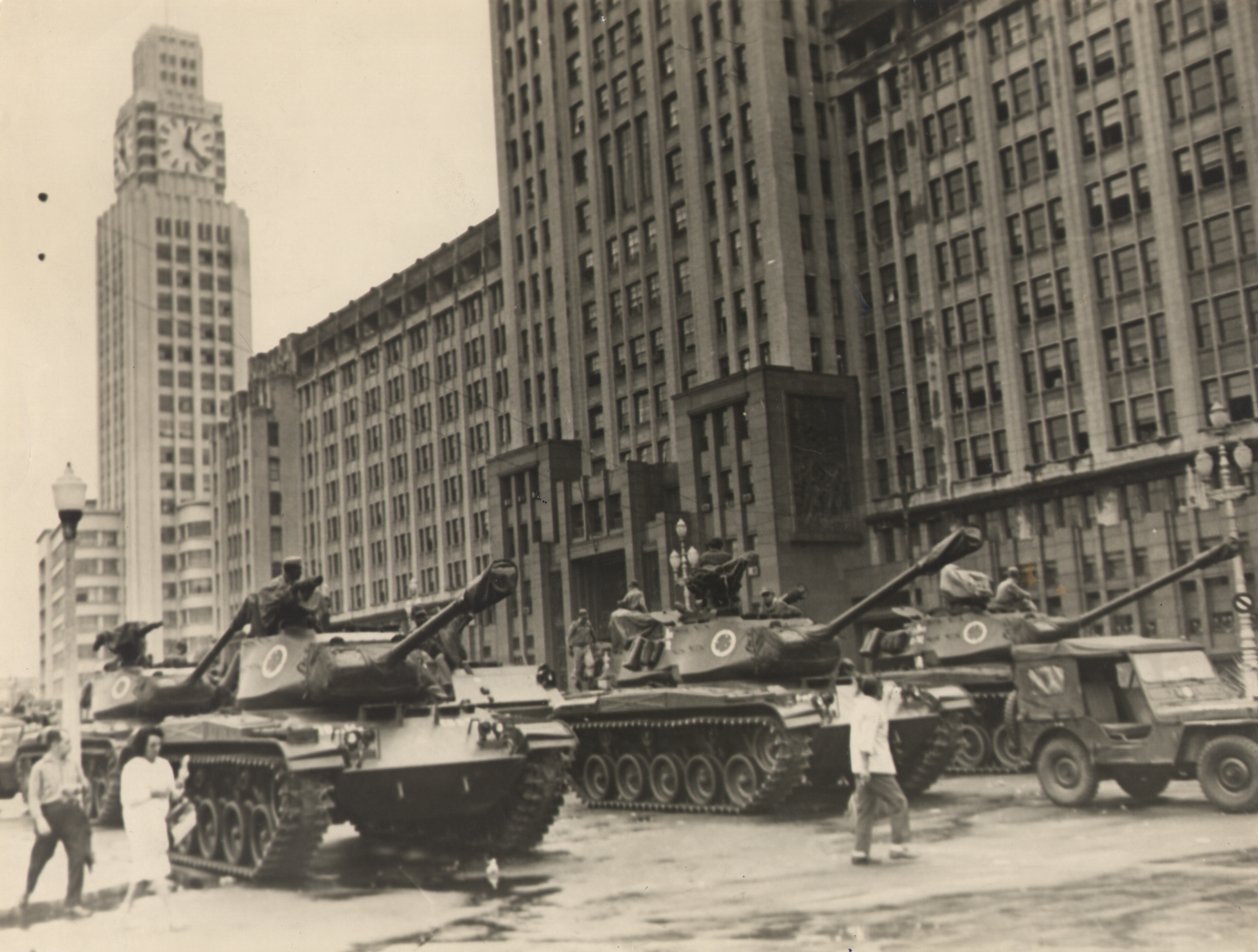
Танки на авеню Президента Варгаса в Рио-де-Жанейро 2 апреля 1964 года

Военный переворот, вынудивший бежать из столицы, а затем из страны президента Жуана Гуларта, привёл к установлению режима военно-гражданской диктатуры, поскольку политическое доминирование военных имело широкую поддержку консервативных слоёв общества. Непосредственно после переворота 2 апреля 1964 года к исполнению обязанностей вновь приступил президент Палаты депутатов Паскуал Раньери Мазили при фактическом переходе власти к трём (по родам войск) военным министрам (генерал армии Артур да Коста и Силва, бригадный генерал Франсиску ди Ассис Коррея ди Мелу и вице-адмирал Аугусту Хаман Радемакер Грюневалд), образовавшим Верховное командование революции (порт. Alto Comando da Revolução), — его оформление было осуществлено 9 апреля 1964 года подписанием ими Институционального акта № 1, приостановившего на 10 лет политические права любых противников режима, включая парламентариев, губернаторов и офицеров, с возможностью конфискаций, арестов и изгнания из страны; на следующий день началось обнародование списков поражённых в правах лиц. 11 апреля 1964 года Национальный конгресс Бразилии, из которого был исключён 41 депутат, избрал новым президентом Умберту Кастелу Бранку. 27 октября 1965 года был опубликован Институциональный акт № 2, изменивший законодательные процедуры, включая принятие конституционных поправок, реформировавший судебную систему, расширяющий федеральные полномочия по контролю штатов и отложивший выборы с 1965 на 1966 год. В 1965 году был основан и 4 апреля 1966 года зарегистрирован Альянс национального обновления (ARENA), на состоявшихся 3 октября 1966 года выборах выдвинутый новой партией Артур да Коста и Силва являлся безальтернативным кандидатом. Ещё до вступления на пост он инициировал издание 7 декабря 1966 года Институционального акта № 4, определившего цели и порядок конституционного процесса, завершившегося принятием специальной сессией Национального конгресса 24 января 1967 года новой конституции, установившей новое название государства Федеративная Республика Бразилия (порт. República Federativa do Brasil), значительно увеличившей централизацию страны, предоставившей исполнительной власти принятие решений в области безопасности и формирования бюджета, расширившей права военной юстиции и ограничившей право на забастовку. Начало полномочий нового президента и вступление в силу конституции состоялись 15 марта 1967 года. Случившийся 31 августа 1969 года инсульт привёл к неспособности президента к какой-либо деятельности, однако военное руководство не допустило передачи полномочий вице-президенту Педру Алейшу, вернувшись к фактическому управлению страной триумвиратом военных министров. 25 октября 1969 года на безальтернативной основе президентом был избран выдвинутый ARENA Эмилиу Гаррастазу Медиси. При следующем президенте Эрнесту Жейзеле началась либерализация режима, завершённая при его преемнике Жуане Фигейреду, который восстановил многопартийную систему, позволившую коллегии выборщиков избрать 15 января 1985 года президентом кандидата от оппозиционной коалиции Танкреду Невиса.
Курсивом на сером фоне показаны даты начала и окончания полномочий военного триумвирата, негласно осуществлявшего управление страной в связи с недееспособностью президента, а также даты начала и окончания полномочия лица, временно исполнявшего обязанности действующего главы государства.
|        | Портрет                         | Имя (годы жизни)                                                                                                 | Полномочия       | Полномочия      | Партия                          | Выборы                  | Должность | Пр.                     |
| Начало | Портрет                         | Имя (годы жизни)                                                                                                 | Окончание        |                 | Партия                          | Выборы                  | Должность | Пр.                     |
| ------ | ------------------------------- | --- | ---------------- | --------------- | ------------------------------- | ----------------------- | --- | ----------------------- |
| и. о.  |                                 | Паскуал Раньери Мазили (1910—1975) порт. Pascoal Ranieri Mazzilli                                                | 2 апреля 1964    | 15 апреля 1964  | Социал-демократическая партия   | [ комм. 50 ]            | президент Палаты депутатов Бразилии, исполняющий обязанности президента республики порт. Presidente da Câmara dos Deputados do Brasil, no exercício do cargo de Presidente da República | [ 147 ] [ 148 ] [ 149 ] |
| 18     |                                 | Умберту ди Аленкар Кастелу Бранку (1897—1967) порт. Humberto de Alencar Castelo Branco                           | 15 апреля 1964   | 15 марта 1967   | независимый                     | 1964                    | президент республики порт. Presidente da República | [ 160 ] [ 161 ] [ 162 ] |
|        | Альянс национального обновления | Умберту ди Аленкар Кастелу Бранку (1897—1967) порт. Humberto de Alencar Castelo Branco                           | 15 апреля 1964   | 15 марта 1967   |                                 | 1964                    | президент республики порт. Presidente da República | [ 160 ] [ 161 ] [ 162 ] |
| 19     |                                 | Артур да Коста и Силва (1899—1969) порт. Artur da Costa e Silva                                                  | 15 марта 1967    | 14 октября 1969 | 1966                            | [ 163 ] [ 164 ] [ 165 ] | президент республики порт. Presidente da República |                         |
| —      |                                 | адмирал Аугусту Хаман Радемакер Грюневалд (президент хунты) (1905—1985) порт. Augusto Hamann Rademaker Grünewald | 31 августа 1969  | 30 октября 1969 | армия                           | [ комм. 53 ]            | временная правительственная хунта (без официального назначения) порт. Junta Governativa Provisória (sem nomeação formal)                                                                | [ 166 ]                 |
| —      |                                 | генерал армии Аурелиу ди Лира Таварис (1905—1998) порт. Aurélio de Lira Tavares                                  | 31 августа 1969  | 30 октября 1969 | армия                           | [ комм. 53 ]            | временная правительственная хунта (без официального назначения) порт. Junta Governativa Provisória (sem nomeação formal)                                                                | [ 167 ]                 |
| —      |                                 | бригадный генерал Марсиу ди Соза и Мелу (1906—1991) порт. Márcio de Sousa e Melo                                 | 31 августа 1969  | 30 октября 1969 | армия                           | [ комм. 53 ]            | временная правительственная хунта (без официального назначения) порт. Junta Governativa Provisória (sem nomeação formal)                                                                | [ 168 ]                 |
| 20     |                                 | Эмилиу Гаррастазу Медиси (1905—1985) порт. Emílio Garrastazu Médici                                              | 30 октября 1969  | 15 марта 1974   | Альянс национального обновления | 1969                    | президент республики порт. Presidente da República | [ 169 ] [ 170 ] [ 171 ] |
| 21     |                                 | Эрнесту Бекман Жейзел (1905—1985) порт. Ernesto Beckmann Geisel                                                  | 15 марта 1974    | 15 марта 1979   | Альянс национального обновления | 1974                    | президент республики порт. Presidente da República | [ 172 ] [ 173 ] [ 174 ] |
| 22     |                                 | Жуан Баптиста ди Оливейра Фигейреду (1918—1999) порт. João Baptista de Oliveira Figueiredo                       | 15 марта 1979    | 15 марта 1985   | Альянс национального обновления | 1978                    | президент республики порт. Presidente da República | [ 175 ] [ 176 ] [ 177 ] |
|        | независимый                     | Жуан Баптиста ди Оливейра Фигейреду (1918—1999) порт. João Baptista de Oliveira Figueiredo                       | 15 марта 1979    | 15 марта 1985   |                                 | 1978                    | президент республики порт. Presidente da República | [ 175 ] [ 176 ] [ 177 ] |
|        | Социал-демократическая партия   | Жуан Баптиста ди Оливейра Фигейреду (1918—1999) порт. João Baptista de Oliveira Figueiredo                       | 15 марта 1979    | 15 марта 1985   |                                 | 1978                    | президент республики порт. Presidente da República | [ 175 ] [ 176 ] [ 177 ] |
| и. о.  |                                 | Антониу Аурелиану Шавис ди Мендонса (1929—2003) порт. Antônio Aureliano Chaves de Mendonça                       | 23 сентября 1981 | 12 ноября 1981  | Альянс национального обновления | [ комм. 56 ]            | вице-президент республики, исполняющий обязанности президента республики порт. Vice-Presidente da República, no exercício do cargo de Presidente da República                           | [ 178 ] [ 179 ]         |
| и. о.  | 14 июля 1983                    | Антониу Аурелиану Шавис ди Мендонса (1929—2003) порт. Antônio Aureliano Chaves de Mendonça                       | 26 августа 1983  |                 | Альянс национального обновления | [ комм. 56 ]            | вице-президент республики, исполняющий обязанности президента республики порт. Vice-Presidente da República, no exercício do cargo de Presidente da República                           | [ 178 ] [ 179 ]         |

## Новая республика (с 1985)

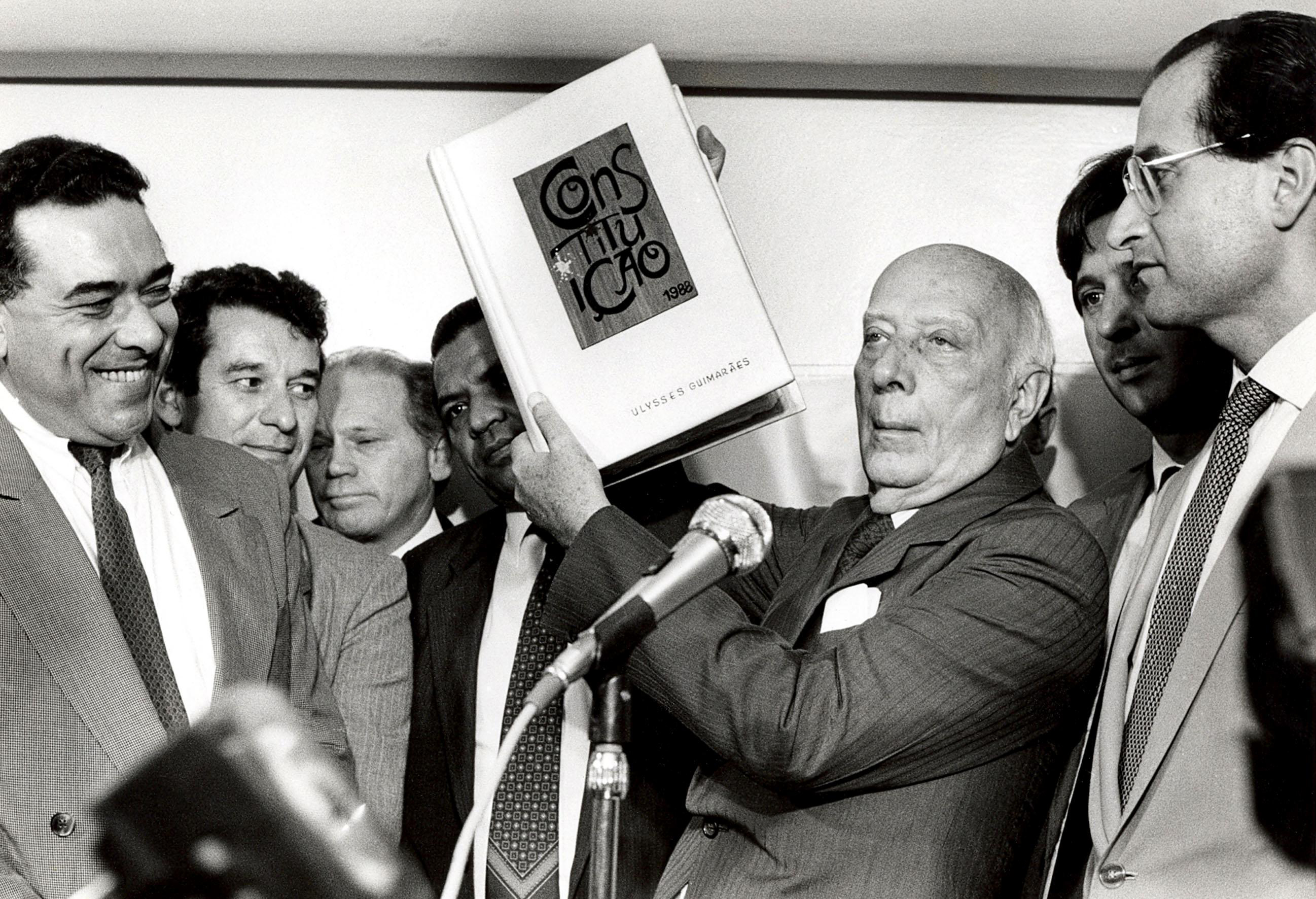
Президент Палаты депутатов Улисис Жимарайнш объявляет о принятии конституции 22 сентября 1988 года

Последовавший за демонтажем военно-гражданской диктатуры период современной истории страны получил название «Новой республики» (порт. Nova República). Победивший на выборах кандидат от оппозиционной коалиции Танкреду Невис не смог принять полномочия: накануне инаугурации он был госпитализирован с острыми болями в брюшной полости и последовательно перенёс 7 операций. От его имени присягу принёс вице-президент Жозе Сарней, зачитавший написанную Невисом речь, однако вечером 21 апреля избранный президент скончался от инфицированной лейомиомы и полномочия Сарнея были утверждены.
Одним из первых шагов Сарнея стало подписание 18 июля 1985 года декрета о создании Временной комиссии по конституционным преобразованиям. Подготовленный ею проект подвергся критике и был отклонён, в итоге работу над конституцией перенесли в созванную в феврале 1987 года Национальную конституционную ассамблею (порт. Assembleia Nacional Constituinte); в июле её предложения были вынесены на всенародное обсуждение (окончательный текст включил 122 из десятка тысяч представленных поправок); 22 сентября конституция была принята и вступила в силу 5 октября 1988 года. В избирательном аспекте ею предусмотрено обязательное голосование и восстановлен порядок прямых выборов президента в паре с вице-президентом на четырёхлетний срок полномочий с правом однократного переизбрания.
Ставший преемником Сарнея Фернанду Колор ди Мелу был обвинён в коррупции и отстранён 2 октября 1992 года Палатой депутатов на время рассмотрения Национальным конгрессом вопроса об импичменте; он подал в отставку 29 декабря 1992 года, уступив пост вице-президенту Итамару Франку (в 1994 году предъявленные ему обвинения были сняты Верховным трибуналом). Франку, баллотировавшийся вместе с Колором ди Мелу от Партии национального восстановления, в начале 1992 года покинул её из-за политических разногласий и вскоре примкнул к Партии бразильского демократического движения и прогресса. Последующие три президента добивались своего переизбрания на второй срок, однако в 2016 году первая женщина на этом посту Дилма Русеф была отстранена в от должности в порядке импичмента (решение Палаты представителей о начале процедуры и приостановке полномочий было принято 12 мая 2016 года, окончательное решение утверждено Сенатом 31 августа 2016 года), её полномочия были переданы вице-президенту Мишелу Темеру.
Вступивший на пост 1 января 2019 года президент Жаир Болсонару дважды краткосрочно передавал полномочия вице-президенту Амилтону Моурану на время своих госпитализаций, связанных с хирургическим восстановлением кишечного тракта, повреждённого в результате ножевого ранения брюшной полости во время предвыборного митинга 6 сентября 2018 года: 28—30 января и 8—18 сентября 2019 года.
Курсивом на сером фоне показаны даты начала и окончания полномочий лиц, временно исполнявших обязанности действующего главы государства.
|           | Портрет         | Имя (годы жизни) | Полномочия       | Полномочия                                                | Партия                                                                                           | Выборы                                             | Должность | Пр.                     |
| Начало    | Портрет         | Имя (годы жизни) | Окончание        |                                                           | Партия                                                                                           | Выборы                                             | Должность | Пр.                     |
| --------- | --------------- | --- | ---------------- | --------------------------------------------------------- | ------------------------------------------------------------------------------------------------ | -------------------------------------------------- | --- | ----------------------- |
| и. о.     |                 | Жозе Сарней ди Араужу Коста (1930—) порт. José Sarney de Araújo Costa урожд. Жозе Рибамар Ферейра ди Араужу Коста порт. José Ribamar Ferreira de Araújo Costa | 15 марта 1985    | 21 апреля 1985                                            | Партия бразильского демократического движения и прогресса                                        | [ комм. 57 ]                                       | вице-президент республики, исполняющий обязанности президента республики порт. Vice-Presidente da República, no exercício do cargo de Presidente da República | [ 187 ] [ 188 ] [ 189 ] |
| 23        | 21 апреля 1985  | Жозе Сарней ди Араужу Коста (1930—) порт. José Sarney de Araújo Costa урожд. Жозе Рибамар Ферейра ди Араужу Коста порт. José Ribamar Ferreira de Araújo Costa | 15 марта 1990    | президент республики порт. Presidente da República        | Партия бразильского демократического движения и прогресса                                        | [ комм. 57 ]                                       | | [ 187 ] [ 188 ] [ 189 ] |
| 24        |                 | Фернанду Афонсу Колор ди Мелу (1949—) порт. Fernando Affonso Collor de Mello                                                                                  | 15 марта 1990    | президент республики порт. Presidente da República        | 29 декабря 1992                                                                                  | Партия национального восстановления                | 1989 | [ 181 ] [ 190 ] [ 191 ] |
| и. о.     |                 | Итамар Аугусту Каутиеру Франку (1930—2011) порт. Itamar Augusto Cautiero Franco                                                                               | 2 октября 1992   | 29 декабря 1992                                           | [ комм. 59 ]                                                                                     | Партия национального восстановления                | вице-президент республики, исполняющий обязанности президента республики порт. Vice-Presidente da República, no exercício do cargo de Presidente da República | [ 182 ] [ 192 ] [ 193 ] |
| 25        | 29 декабря 1992 | Итамар Аугусту Каутиеру Франку (1930—2011) порт. Itamar Augusto Cautiero Franco                                                                               | 1 января 1995    | Партия бразильского демократического движения и прогресса | [ комм. 60 ]                                                                                     | президент республики порт. Presidente da República | | [ 182 ] [ 192 ] [ 193 ] |
| 26 (I—II) |                 | Фернанду Энрики Кардозу (1931—) порт. Fernando Henrique Cardoso                                                                                               | 1 января 1995    | 1 января 1999                                             | Бразильская социал-демократическая партия                                                        | президент республики порт. Presidente da República | 1994 | [ 194 ] [ 195 ] [ 196 ] |
| 26 (I—II) | 1 января 1999   | Фернанду Энрики Кардозу (1931—) порт. Fernando Henrique Cardoso                                                                                               | 1 января 2003    | 1998                                                      | Бразильская социал-демократическая партия                                                        | президент республики порт. Presidente da República | | [ 194 ] [ 195 ] [ 196 ] |
| 27 (I—II) |                 | Луис Инасиу Лула да Силва (1945—) порт. Luiz Inácio Lula da Silva                                                                                             | 1 января 2003    | 1 января 2007                                             | Партия трудящихся                                                                                | президент республики порт. Presidente da República | 2002 | [ 197 ] [ 198 ] [ 199 ] |
| 27 (I—II) | 1 января 2007   | Луис Инасиу Лула да Силва (1945—) порт. Luiz Inácio Lula da Silva                                                                                             | 1 января 2011    | 2006                                                      | Партия трудящихся                                                                                | президент республики порт. Presidente da República | | [ 197 ] [ 198 ] [ 199 ] |
| 28 (I—II) |                 | Дилма Вана Русеф (1947—) порт. Dilma Vana Rousseff | 1 января 2011    | 1 января 2015                                             | Партия трудящихся                                                                                | президент республики порт. Presidente da República | 2010 | [ 183 ] [ 200 ]         |
| 28 (I—II) | 1 января 2015   | Дилма Вана Русеф (1947—) порт. Dilma Vana Rousseff | 31 августа 2016  | 2014                                                      | Партия трудящихся                                                                                | президент республики порт. Presidente da República | | [ 183 ] [ 200 ]         |
| и. о.     |                 | Мишел Мигел Элиас Темер Лулия (1940—) порт. Michel Miguel Elias Temer Lulia                                                                                   | 12 мая 2016      | 31 августа 2016                                           | Партия бразильского демократического движения и прогресса → Бразильское демократическое движение | [ комм. 63 ]                                       | вице-президент республики, исполняющий обязанности президента республики порт. Vice-Presidente da República, no exercício do cargo de Presidente da República | [ 201 ] [ 202 ]         |
| 29        | 31 августа 2016 | Мишел Мигел Элиас Темер Лулия (1940—) порт. Michel Miguel Elias Temer Lulia                                                                                   | 1 января 2019    | [ комм. 64 ]                                              | Партия бразильского демократического движения и прогресса → Бразильское демократическое движение | президент республики порт. Presidente da República | | [ 201 ] [ 202 ]         |
| 30        |                 | Жаир Мессиас Болсонару (1955—) порт. Jair Messias Bolsonaro                                                                                                   | 1 января 2019    | 1 января 2023                                             | Социал-либеральная партия                                                                        | президент республики порт. Presidente da República | 2018 | [ 203 ] [ 204 ]         |
| и. о.     |                 | Антониу Амилтон Мартинс Моуран (1953—) порт. Antônio Hamilton Martins Mourão                                                                                  | 28 января 2019   | 30 января 2019                                            | Бразильская партия трабальистского обновления                                                    | [ комм. 65 ]                                       | вице-президент республики, исполняющий обязанности президента республики порт. Vice-Presidente da República, no exercício do cargo de Presidente da República | [ 205 ] [ 206 ]         |
| и. о.     | 8 сентября 2019 | Антониу Амилтон Мартинс Моуран (1953—) порт. Antônio Hamilton Martins Mourão                                                                                  | 18 сентября 2019 |                                                           | Бразильская партия трабальистского обновления                                                    | [ комм. 65 ]                                       | вице-президент республики, исполняющий обязанности президента республики порт. Vice-Presidente da República, no exercício do cargo de Presidente da República | [ 205 ] [ 206 ]         |
| 27 (III)  |                 | Луис Инасиу Лула да Силва (1945—) порт. Luiz Inácio Lula da Silva                                                                                             | 1 января 2023    | действующий                                               | Партия трудящихся                                                                                | 2022                                               | президент республики порт. Presidente da República | [ 197 ] [ 198 ] [ 199 ] |